# ネルソン島 (サウス・シェトランド諸島)
ネルソン島(ネルソンとう、Nelson Island)は、長さ19km、幅11kmのサウス・シェトランド諸島にある島である。キングジョージ島の南西に位置する。
かつてはライプチヒ島（ライプチヒとう、Leipzig Island）等と呼ばれていた。命名は1821年に遡り、現在では国際的に確立されている。
チェコ共和国の南極観測基地（エコ・ネルソン）はネルソン島に置かれている。